# Stylaster miniatus
Stylaster miniatus is een hydroïdpoliep uit de familie Stylasteridae. De poliep komt uit het geslacht Stylaster. Stylaster miniatus werd in 1868 voor het eerst wetenschappelijk beschreven door Pourtalès. 